# Besteiros (Paredes)
Besteiros é uma povoação portuguesa do Município de Paredes que foi sede da extinta Freguesia de Besteiros, freguesia que tinha 2,13 km² de área e 1 448 habitantes (2011), e, por isso, uma densidade populacional de 679,8 hab/km².
A Freguesia de Besteiros foi extinta pela reorganização administrativa de 2012/2013, tendo o seu território sido agregado/integrado na Freguesia de Paredes. 
Ao longo da sua história, as populações deste território sofreram uma evolução, pois nas décadas do século XX, viviam de uma agricultura de subsistência, sendo um local extremamente rural. Nos dias de hoje, a maior parte da sua população utiliza somente para habitar, desempenhando as suas funções económicas em algumas cidades relativamente perto.

## População
| População da freguesia de Besteiros | População da freguesia de Besteiros | População da freguesia de Besteiros | População da freguesia de Besteiros | População da freguesia de Besteiros | População da freguesia de Besteiros | População da freguesia de Besteiros | População da freguesia de Besteiros | População da freguesia de Besteiros | População da freguesia de Besteiros | População da freguesia de Besteiros | População da freguesia de Besteiros | População da freguesia de Besteiros | População da freguesia de Besteiros | População da freguesia de Besteiros |
| ----------------------------------- | ----------------------------------- | ----------------------------------- | ----------------------------------- | ----------------------------------- | ----------------------------------- | ----------------------------------- | ----------------------------------- | ----------------------------------- | ----------------------------------- | ----------------------------------- | ----------------------------------- | ----------------------------------- | ----------------------------------- | ----------------------------------- |
| 1864                                | 1878                                | 1890                                | 1900                                | 1911                                | 1920                                | 1930                                | 1940                                | 1950                                | 1960                                | 1970                                | 1981                                | 1991                                | 2001                                | 2011                                |
| 396                                 | 406                                 | 477                                 | 481                                 | 844                                 | 570                                 | 616                                 | 732                                 | 737                                 | 730                                 | 850                                 | 1 228                               | 1 044                               | 1 412                               | 1 448                               |

No censo de 1911 tinha anexada a freguesia de Cristelo, que foi desanexada pela lei nº 605, de 15 de junho de 1916
| Distribuição da População por Grupos Etários | Distribuição da População por Grupos Etários | Distribuição da População por Grupos Etários | Distribuição da População por Grupos Etários | Distribuição da População por Grupos Etários | Distribuição da População por Grupos Etários | Distribuição da População por Grupos Etários | Distribuição da População por Grupos Etários | Distribuição da População por Grupos Etários | Distribuição da População por Grupos Etários |
| -------------------------------------------- | -------------------------------------------- | -------------------------------------------- | -------------------------------------------- | -------------------------------------------- | -------------------------------------------- | -------------------------------------------- | -------------------------------------------- | -------------------------------------------- | -------------------------------------------- |
| Ano                                          | 0-14 Anos                                    | 15-24 Anos                                   | 25-64 Anos                                   | > 65 Anos                                    |                                              | 0-14 Anos                                    | 15-24 Anos                                   | 25-64 Anos                                   | > 65 Anos                                    |
| 2001                                         | 298                                          | 272                                          | 717                                          | 125                                          |                                              | 21,1%                                        | 19,3%                                        | 50,8%                                        | 8,9%                                         |
| 2011                                         | 261                                          | 211                                          | 806                                          | 170                                          |                                              | 18,0%                                        | 14,6%                                        | 55,7%                                        | 11,7%                                        |

Média do País no censo de 2001:  0/14 Anos-16,0%; 15/24 Anos-14,3%; 25/64 Anos-53,4%; 65 e mais Anos-16,4%
Média do País no censo de 2011:   0/14 Anos-14,9%; 15/24 Anos-10,9%; 25/64 Anos-55,2%; 65 e mais Anos-19,0%

## Património
- Capela de S. Domingos
- Igreja do século XVII
- Igreja Paroquial

## Festas e romarias
- São Domingos (1º Fim de semana de Agosto)
- Imaculada Conceição (8 de Dezembro)
- Padroeiros S.Cosme e S.Damião( 2º Fim de semana de Setembro)

## Colectividades
- Associação Desportiva Recreativa Cultural e Social de Besteiros
- Grupo Jovem de Besteiros(besteens)
- Associação para o Desenvolvimento da Freguesia de Besteiros
- Centro Desportivo e Cultural de Besteiros
- Conferência de S. Vicente de Paulo
- Grupo Desportivo e Recreativo "Os Romanos" de Besteiros